# Campionat mundial d'hoquei sobre patins de 2024
El XLVI Campionat mundial d'hoquei sobre patins masculí es va celebrar a la ciutat de Novara,Itàlia entre el 7 i el 22 de setembre de 2024 dins del context dels jocs mundials de patinatge. Aquest campionat va estar marcat per esser el que ha comptat fins a la data amb més seleccions participants amb un total de 27 en el sènior i 20 per al Under-19.
El campionat es va disputar de forma simultània al Campionat del Món d'hoquei sobre patins femení de 2024.Les seleccions es van dividir en tres sub-competicions en el cas del campionat sènior i dues en el cas del campionat Under-19. Tant en el cas de la categoria sènior com en el cas de la categoria Under-19 es va proclamar campiona la selecció espanyola.

## Format de la competició
La competició es va dividir en tres subcategories. El Campionat Mundial estava  format per dos grups amb les millors quatre seleccions europees (Espanya, Portugal, Itàlia i França) les tres americanes (USA, Argentina i Xile) i la campiona del campionat africà de nacions d'hoquei patins del 2023, Angola. Per altra banda la Copa Intercontinental constava també de dos grups on competien quatre seleccions europees (Andorra, Suïssa, Alemanya i Regne Unit), dues americanes (Colòmbia i Brasil), Egipte com a representant africana i Austràlia per Oceania. Els campions de cada grup (Andorra i Suïssa) varen tenir la possibilitat de disputar els quarts de final del campionat Mundial.
Per altra banda es va disputar la Copa Challenger on onze seleccions de tot el món es van disputar l'or en aquesta categoria per a seleccions amb l'elo més baix segons el rànquing d'hoquei patins de les nacions.
|           | Campionat mundial | Campionat mundial |            | Campionat Intercontinental | Campionat Intercontinental |  | Copa Challenger | Copa Challenger |
| Grup A    | Grup B            | Grup A            | Grup B     | Grup A                     | Grup B                     |  |                 |                 |
| Portugal  | Espanya           | Suïssa            | Andorra    | Mèxic                      | Sud-àfrica                 |  |                 |                 |
| USA       | Itàlia            | Alemanya          | Egipte     | Israel                     | índia                      |  |                 |                 |
| Angola    | França            | Austràlia         | Regne Unit | Uruguay                    | Àustria                    |  |                 |                 |
| Argentina | Xile              | Colòmbia          | Brasil     | Moçambique                 | Xina                       |  |                 |                 |
|           |                   |                   |            | Japó                       | Països Baixos              |  |                 |                 |
|           |                   |                   |            | Nova Zelanda               |                            |  |                 |                 |

Mundial U-19
Per primera vegada la competició Under-19 va comptar també amb dues competicions. El Campionat mundial que va enfrontar les vuit millors seleccions del món; cinc europees (Suïssa, Espanya, Portugal, Itàlia i França) i tres d'americanes (Colòmbia, Xile i Argentina) i el Campionat Intercontinental on varen participar deu seleccions després que s'excloguessin les seleccions africanes d'Egipte i Angola i on Andorra va perdre la final contra Alemanya.
|           | Campionat mundial | Campionat mundial |              | Campionat Intercontinental | Campionat Intercontinental |
| Grup A    | Grup B            | Grup A            | Grup B       |                            |                            |
| Espanya   | Colòmbia          | Alemanya          | Andorra      |                            |                            |
| Xile      | Itàlia            | Regne Unit        | Índia        |                            |                            |
| Suïssa    | França            | USA               | Taipei       |                            |                            |
| Argentina | Portugal          | Macau             | Mèxic        |                            |                            |
|           |                   | Xina              | Nova Zelanda |                            |                            |

## Resultat final Campionat Mundial Sènior
|         |            | Challenger | Challenger    |
| Posició | Selecció   | Posició    | Selecció      |
| ------- | ---------- | ---------- | ------------- |
| 1r      | Espanya    | 17è        | Àustria       |
| 2n      | Argentina  | 18è        | Uruguay       |
| 3r      | Itàlia     | 19è        | Països Baixos |
| 4t      | Portugal   | 20è        | Israel        |
| 5è      | França     | 21è        | Moçambic      |
| 6è      | Angola     | 22è        | Sud-àfrica    |
| 7è      | Suïssa     | 23è        | Índia         |
| 8è      | Andorra    | 24è        | Japó          |
| 9è      | Xile       | 25è        | Mèxic         |
| 10è     | Regne unit | 26è        | Xina          |
| 11è     | Colòmbia   | 27è        | Nova Zelanda  |
| 12è     | USA        |            |               |
| 13è     | Alemanya   |            |               |
| 14è     | Brasil     |            |               |
| 15è     | Austràlia  |            |               |
| 16è     | Egipte     |            |               |

## Resultat final Campionat Mundial U-19
|         |           | Intercontinental | Intercontinental |
| Posició | Selecció  | Posició          | Selecció         |
| ------- | --------- | ---------------- | ---------------- |
| 1r      | Espanya   | 9è               | Alemanya         |
| 2n      | Portugal  | 10è              | Andorra          |
| 3r      | Argentina | 11è              | Regne Unit       |
| 4t      | Itàlia    | 12è              | Índia            |
| 5è      | França    | 13è              | USA              |
| 6è      | Xile      | 14è              | Taipei           |
| 7è      | Suïssa    | 15è              | Mèxic            |
| 8è      | Colòmbia  | 16è              | Macau            |
|         |           | 17è              | Nova Zelanda     |
|         |           | 18è              | Xina             |